# Komitet społeczności żydowskiej Hebronu
Komitet społeczności żydowskiej Hebronu (hebr. חברון; arab. الخليل) - samorządowy organ społeczności żydowskiej w mieście Hebron, w otoczeniu terytoriów  Autonomii Palestyńskiej.

## Historia
Komitet został założony w marcu 2007.